# Paramurexia rothschildi
El dasiuro de raya ancha (Paramurexia rothschildi) es una especie de marsupial dasiuromorfo de la familia Dasyuridae endémica del sureste de Nueva Guinea.
Es la única especie del género Paramurexia.